# Municipio de Malta (Illinois)
El municipio de Malta (en inglés: Malta Township) es un municipio ubicado en el condado de DeKalb en el estado estadounidense de Illinois. En el año 2010 tenía una población de 1608 habitantes y una densidad poblacional de 17,76 personas por km².

## Geografía
Según la Oficina del Censo de los Estados Unidos, el municipio tiene una superficie total de 90.56 km², de la cual 90,38 km² corresponden a tierra firme y (0,2 %) 0,18 km² es agua.

## Demografía
Según el censo de 2010, había 1608 personas residiendo en el municipio de Malta. La densidad de población era de 17,76 hab./km². De los 1608 habitantes, el municipio de Malta estaba compuesto por el 96,46 % blancos, el 0,5 % eran afroamericanos, el 0,06 % eran amerindios, el 0,31 % eran asiáticos, el 1,06 % eran de otras razas y el 1,62 % eran de una mezcla de razas. Del total de la población el 5,41 % eran hispanos o latinos de cualquier raza.